# Rio Acima
Rio Acima là một đô thị thuộc bang Minas Gerais, Brasil. Đô thị này có diện tích 230,143 km², dân số năm 2007 là 8257 người, mật độ 35,2 người/km².